# Max Laedke
Max Laedke (* 9. Juli 1885 in Polchow, Landkreis Cammin i. Pom.; † nach 1933) war ein deutscher Politiker (NSDAP).

## Leben
Laedke arbeitete als Küstenfischer in Cammin. Er trat zum 1. Juni 1930 der NSDAP bei (Mitgliedsnummer 253.732) und war Gaufachberater in Fischereifragen. Im März 1933 wurde er als Abgeordneter in den Preußischen Landtag gewählt, dem er bis zur Auflösung dieser Körperschaft im Oktober 1933 angehörte.